# Szőke István (fafaragó)
Szőke István (Tapolca, 1921. május 9. – 2019. február 18.[forrás?]) magyar fafaragó, népi iparművész, oktató, a Népművészet Mestere. Két gyermek édesapja, négy unokája és hét dédunokája van. Felesége Horváth Mária (1922-2017), kinek támogató segítsége halálának bekövetkeztéig inspiráló hatással volt életére és munkásságára egyaránt. Édesapja révén egyebek között a rigácsi Marton, édesanyja oldaláról a kopcsányi Mohos, Vajay, valamint a Mráz, Ravasz, Thebery, Kornély, Szentgyörgyi, galánthai Fekete stb. nemesi családok leszármazottja.

## Életútja
Elemi és polgári iskoláit Kaposváron végezte. A faragás alapjait a polgári iskolában Tormási István Lászlótól sajátította el. 12 éves korában már nemcsak fűzfasípot, hanem virágkarót, ékrovásos munkákat is készített. Ekkor volt alkalma közelről látni és tanulmányozni idős Kapoli Antal munkáit, melyet Kapoli lánya mutatott meg. Nagyon megszerette a népi motívumok világát, hangulatát, és attól kezdve megkísérelte a virágmintás faragást is. Idősebb Kapoli Antal munkássága egész életében iránytűjeként szolgált díszítőművészetének. 
A háború után fából és barackmagból aprólékos munkával gombokat készített, csontból különféle dísztárgyakat faragott. 1950-től a vasúton irodai munkát vállalt, ahol több ügyeskezű emberrel volt alkalma találkozni. Közülük sokan osztoztak Szőke István alkotói szenvedélyében, így 1960-ban közösen faragószakkört hoztak létre, amely egészen 1967-ig működött. 1967-től kezdődően a Népművészeti Szövetkezetben folytatta immáron teljes állásban hagyományőrző, igényes alkotói tevékenységét, amelynek elismeréséül 1968-ban "Népi Iparművész" címmel jutalmazták.  
1960-tól a Megyei Tanács Művelődési Osztályán, majd a megalakult Somogy Megyei Művelődési Központ állandó külső munkatársaként igyekezett tenni a népművészetért, ezen belül különösen a fafaragásért. Az ország számos helyszínén vett részt közös kiállításokon, ahol különféle rangos elismerésekben, díjakban is részesült. Önálló kiállítása 1991. októberében az SMK-ban volt. 1992-ben az Országos Népművészeti Pályázaton I. díjat, aranyplakettet kapott. 
1962-től szakköröket vezetett felnőtt és diák faragók részére. Fafaragótáborok rendszeres résztvevőjeként és oktatójaként járt Tabon, Szőcsénypusztán, táborvezetőként Babócsán, Somogyváron, Somogyvámoson, Szennán. A TIT Néprajz-Népművészeti Szabadegyetem előadásait hallgatta 1978-1979-ben, majd 1984-1986 között Budapesten a Népművészeti Szabadegyetem hallgatója volt. Tudását egészen a haláláig szívesen és szeretettel adta át. 
2001. augusztus 20-án Aranykoszorús díjat vehetett át a budai várban, majd 2007. augusztus 20-án " A Népművészet Mestere" címmel tüntették ki fa- és csontfaragó munkásságáért. A Somogy Megyei Népművészeti Egyesülettől 1981-ben ment nyugdíjba, melynek haláláig tiszteletbeli tagja volt.  